# Aeroporto Internacional Rafael Núñez
O Aeroporto Internacional Rafael Núñez (código IATA: CTG, código OACI: SKCG) se encontra em Cartagena das Índias, na Colômbia, capital do departamento de Bolívar. É o segundo maior da costa do caribe Colombiana.
Está localizado ao norte da cidade, exatamente no bairro de Crespo. Seu nome, Rafael Núñez, faz referência ao ex-presidente homônimo colombiano que escreveu as estrofes do hino nacional do país.

## Destinos
| Companhias                       | Cidades                                                                                    | Aliança        |
| -------------------------------- | ------------------------------------------------------------------------------------------ | -------------- |
| Aerolínea de Antioquia 1 destino | Doméstico (1): Montería                                                                    | N/A            |
| Avianca 6 destinos               | Domésticos (4): Bogotá / Cáli / Medellín / Pereira Internacionais (2): Miami / Nova Iorque | Star Alliance  |
| Copa Airlines Colômbia 1 destino | Internacional (1): Cidade do Panamá                                                        | Star Alliance} |
| EasyFly 1 destino                | Doméstico (1): Bucaramanga                                                                 | N/A            |
| LATAM Colômbia 3 destinos        | Domésticos (3): Bogotá / Cali / Medellín                                                   | Oneworld       |
| VivaColombia 6 destinos          | Domésticos (6): Bogotá / Bucaramanga / Cáli / Medellín / Pereira / Ilha de San Andrés      | N/A            |
| Wingo 3 destinos                 | Domésticos (2): Bogotá / Ilha de San Andrés Internacional (1): Cidade do Panamá            | N/A            |
| Air Panamá 1 destino             | Internacional (1): Cidade do Panamá                                                        | N/A            |
| Delta Air Lines 1 destino        | Internacional (1): Atlanta                                                                 | SkyTeam        |
| JetBlue Airways 2 destinos       | Internacionais (2): Fort Lauderdale / Nova Iorque                                          | N/A            |
| KLM 1 destino                    | Internacional (1): Amsterdão (Vía BOG)                                                     | SkyTeam        |
| LATAM Peru 1 destino             | Internacional: (1) Lima                                                                    | Oneworld       |
| Spirit Airlines 1 destino        | Internacional (1): Fort Lauderdale                                                         | N/A            |

## Ligações Externas
- Site oficial do aeroporto